# Газария (город)
Газария (бенг. গজারিয়া, англ. Gazaria) — город в центральной части Бангладеш, административный центр одноимённого подокруга. Площадь города равна 3,27 км². По данным переписи 2001 года, в городе проживало 5449 человек, из которых мужчины составляли 52,84 %, женщины — соответственно 47,16 %. Плотность населения равнялась 1666 чел. на 1 км². Уровень грамотности населения составлял 43,4 % (при среднем по Бангладеш показателе 43,1 %). 